# Dylan Windler
Dylan Windler, né le 22 septembre 1996 à Indianapolis dans l'Indiana, est un joueur américain de basket-ball évoluant aux postes d'arrière et ailier. Il mesure 1,98 m.

## Biographie

### Cavaliers de Cleveland (2019-2023)
Lors de la draft NBA 2019, il est drafté en 26e position par les Cavaliers de Cleveland. Il manque toute sa première saison en raison d'une blessure à la jambe.

### Knicks de New York (2023-2024)
En juillet 2023, il signe un contrat two-way avec les Knicks de New York. En octobre 2023, son contrat two-way est converti en un contrat standard. Il est coupé en décembre 2023.
Windler reste toutefois avec l'équipe G-League des Knicks de New York, les Knicks de Westchester. Le 5 janvier 2024, il établit un nouveau record du nombre de rebonds captés par un joueur de G-League avec 33.

### Lakers de Los Angeles (janvier-février 2024)
Le 6 janvier 2024, Windler rejoint les Lakers de Los Angeles avec un contrat two-way. Il est coupé par les Lakers le 1er mars 2024.

### Hawks d'Atlanta (mars-avril 2024)
Début mars 2024, il s'engage avec les Hawks d'Atlanta via un contrat two-way.

## Statistiques

### Universitaires
| Saison    | Équipe   | Matchs | Titul. | Min./m | % Tir | % 3pts | % LF | Rbds/m. | Pass/m. | Int/m. | Ctr/m. | Pts/m. |
| --------- | -------- | ------ | ------ | ------ | ----- | ------ | ---- | ------- | ------- | ------ | ------ | ------ |
| 2015-2016 | Belmont  | 32     | 1      | 18,4   | 49,5  | 23,9   | 66,7 | 4,50    | 0,90    | 0,60   | 0,60   | 4,30   |
| 2016-2017 | Belmont  | 30     | 30     | 30,1   | 53,3  | 39,8   | 73,3 | 6,30    | 1,60    | 0,90   | 1,00   | 9,20   |
| 2017-2018 | Belmont  | 33     | 33     | 35,4   | 55,9  | 42,6   | 71,8 | 9,30    | 2,70    | 1,00   | 0,90   | 17,30  |
| 2018-2019 | Belmont  | 33     | 33     | 33,2   | 54,0  | 42,9   | 84,7 | 10,80   | 2,50    | 1,40   | 0,60   | 21,30  |
| Carrière  | Carrière | 128    | 97     | 29,4   | 54,1  | 40,6   | 76,1 | 7,80    | 2,00    | 1,00   | 0,80   | 13,20  |

### Professionnelles

#### Saison régulière
| Saison    | Équipe    | Matchs | Titul. | Min./m | % Tir | % 3pts | % LF | Rbds/m. | Pass/m. | Int/m. | Ctr/m. | Pts/m. |
| --------- | --------- | ------ | ------ | ------ | ----- | ------ | ---- | ------- | ------- | ------ | ------ | ------ |
| 2020-2021 | Cleveland | 31     | 0      | 16,5   | 43,8  | 33,8   | 77,8 | 3,45    | 1,06    | 0,61   | 0,39   | 5,19   |
| 2021-2022 | Cleveland | 50     | 0      | 9,2    | 37,8  | 30,0   | 83,3 | 1,78    | 0,68    | 0,28   | 0,06   | 2,20   |
| Carrière  | Carrière  | 81     | 0      | 12,0   | 41,2  | 32,0   | 80,0 | 2,42    | 0,83    | 0,41   | 0,19   | 3,35   |